# Janja (wieś)
Janja (cyr. Јања) – wieś w Serbii, w okręgu zajeczarskim, w gminie Knjaževac. W 2011 roku liczyła 23 mieszkańców.